# یولیا بوگدانووا
یولیا بوگدانووا (انگلیسی: Yuliya Bogdanova؛ زادهٔ ۲۷ آوریل ۱۹۶۴) شناگر اهل اتحاد جماهیر شوروی سوسیالیستی بود.